# Serra del Cucuc
La Serra del Cucuc, sovint també anomenada Serra del Cucut és una serra del terme municipal de Gavet de la Conca, antigament del de Sant Salvador de Toló, que arriba fins al límit amb el terme de Vilanova de Meià, de la Noguera. De fet, és un contrafort del nord-est del Montsec de Rúbies.
Pel seu vessant sud-oest discorre la carretera L-913, que segueix, en part, el camí obert al segle xiii pels monjos de Meià per tal d'enllaçar amb Tremp. Entre els quilòmetres 6 i 7 hi ha l'anomenada Escala del Pas Nou, tallada a la roca de la serra del Cucuc.
El riu de Conques neix al nord de la Serra del Cucuc, a la zona on aquesta serra s'enllaça amb la serra de la Campaneta i el Montsec de Rúbies.
A prop i a llevant d'aquesta serra hi ha el santauri de la Mare de Déu de Bonrepòs, i una mica a ponent queden el poble de Mata-solana i el lloc de l'Hostal Roig.
A la darrera guerra civil, a la Serra del Cucuc es desenvoluparen fortíssims combats, que arribaren sovint al cos a cos i trinxera a trinxera. Les tropes insurrectes contra la República, també anomenades franquistes, o nacionals per elles mateixes, pertanyents a l'exèrcit de Navarra, a les ordres del general Solchaga, tenien establerta una línia de front que, venint del sud, començava al Pas de l'Hostal Roig, a la serra del Montsec de Rúbies, passava per l'Hostal Roig, tenia posicions a la Serra de la Campaneta, però mantenia la línia principal a la Serra dels Obacs i pels Capbloncs i Figuerola d'Orcau anava cap a Basturs i la munyanya de Sant Corneli.
L'exèrcit de la República es mantenia en una línia més o menys paral·lela que anava del santuari de Bonrepòs i la Serra del Cucuc a Isona, per la dreta del riu de Conques i Sant Romà d'Abella i Abella de la Conca. Això feu que tota la zona intermèdia fos, durant vuit llargs mesos, escenari de constants combats entre els dos exèrcits enfrontats.
La Serra del Cucuc fou presa, en un primer moment, a darreries de desembre del 1938 (per tant, pocs dies abans de la caiguda en mans franquistes de tota la comarca) per l'artilleria, que desallotjà els defensors republicans. Tot seguit, fou presa per soldats marroquins de l'exèrcit de Navarra, que hi mantingueren les posicions fins al contraatac, molt efectiu però alhora molt cruent, dels republicans, que reconqueriren les posicions.
Per això tots els llocs elevats de la serra estan plens de trinxeres, encara visibles avui dia, així com cabanes per als soldats i altres elements defensius.